# Bazilika sv. Frančiška, Arezzo
Bazilika sv. Frančiška je pozno srednjeveška cerkev v Arezzu v Toskani v Italiji, posvečena sv. Frančišku Asiškemu. Posebej znana je po poslikavi v fresko ciklusu Zgodovina Pravega križa Piera della Francesca.

## Arhitektura
Cerkev sv. Frančiška je druga cerkev, ki so jo zgradili frančiškani v Arezzu, zgodnejša cerkev je bila zunaj mestnega obzidja in uničena med drugo svetovno vojno. Gradbena dela na sv. Frančišku so se začela okoli leta 1290. Dekoracija fasade ni bila nikoli realizirana.
Notranjost je predstavljena kot velika in široka dvoranska cerkev preprostega okrašenega dizajna, ki jo na levi strani obdajajo nekatere kapelice, na desni pa niše. Visok obokan kor je kvadratnega tlorisa.
Pod cerkvijo je manjša Chiesa inferiore ali 'Spodnja cerkev' kot v Assisiju, z glavno in dvema stranskima ladjama, ki se zdaj uporablja kot razstavna dvorana.

## Okras
Na vhodu pred cerkvijo je postavljeno zelo veliko poslikano razpelo nekega mojstra San Francesca, sodobnika iz Cimabueja. Vsebuje tudi Maesta ali Ustoličena Marija, [Guido da Siena|Guida da Siene]].
Stene in zlasti niše na desni imajo nekaj fresk, ki so delno iz 14. stoletja.
V Cappella Maggiore (glavna kapela ali prezbiterij) je ena od mojstrovin italijanske zgodnje renesanse, fresko cikel Piera della Francesca, ki prikazuje legendo o Pravem križu.

## FreskeLegenda Pravega križa
Slikanje svetišča se je začelo po naročilu aretinske družine Bicci, ki je poklicala slikarja Biccija di Lorenza, da je poslikal velik križni obok. Leta 1452 so bili ob Biccijevi smrti v oboku naslikani samo štirje evangelisti, pa tudi slavolok s Poslednjo sodbo in dvema cerkvenima učiteljema.
Za dokončanje dela je bil poklican Piero della Francesca. Glede na dokument je to storil v dveh fazah, dela so se ustavila v letih 1458-1459 in se končala leta 1466.
Freske zasedajo tri ravni na stranskih stenah in vzhodni steni, kjer obdajajo veliko okno. Tema cikla fresk je Zlata legenda Jacopa da Varaginea. Piero della Francesca ni sledil kronološkemu vrstnemu redu, raje se je osredotočil na ustvarjanje simetričnih korespondenc med različnimi prizori.
| Slika | kronologija | Naslov                                                                 | Opomba |
| ----- | ----------- | ---------------------------------------------------------------------- | --- |
|       | 01          | Adamova smrt                                                           | Umirajoči Adam pošlje sina Seta na rajska vrata, kjer od nadangela Mihaela dobi vejo z drevesa spoznanja, ki jo posadi v Adamova usta. Freska je 390 × 747 cm velika. |
|       | 02          | Izaija                                                                 | |
|       | 03          | Jeremija                                                               | |
|       | 04          | Kraljica iz Sabe poklekne pred mostom čez reko Siloe in sreča Salomona | Kraljica iz Sabe časti sveti les na poti do kralja Salomona, ki mu prerokuje smrt prihajajočega Odrešenika na križu. Freska je 336 × 747 cm velika. |
|       | 05          | Čaščenje svetega lesa                                                  | Salomon zakoplje les, ki ga voda kasneje spere. |
|       | 06          | Oznanjenje                                                             | |
|       | 07          | Konstantinove sanje                                                    | Križ z besedami »in hoc signo vinces« se prikaže cesarju Konstantinu Velikemu v sanjah. Freska je velika 329 × 190 cm. |
|       | 08          | Konstantinova zmaga nad Maksencijem                                    | Bitka pri Milvijskem mostu: Konstantin premaga Maksencija 28. oktobra 312 |
|       | 09          | Mučenje Juda                                                           | Cesar Konstantin se spreobrne v krščanstvo in pošlje svojo mater Heleno v Jeruzalem, da poišče pokopani križ. Pod pritiskom levit Juda razkrije pravo mesto na gori Golgota. |
|       | 10          | Odkritje in dokaz Pravega križa                                        | Trije Kristusovi križi in dva zločinca so izkopani na Golgoti. Pravi križ lahko prepoznamo po tem, da oživi mrtvo osebo (domnevno 324; 14. septembra katoliška in pravoslavna cerkev praznujejo praznik Povzdignjenje križa). Freska je velika 356 × 747 cm. |
|       | 11          | Bitka med Heraklijem in Kozravom                                       | Helena je prinesla križ v Jeruzalem. 300 let kasneje ga ukrade perzijski kralj Kozrav II., ki ga je leta 627 premagal cesar Heraklij. Freska je velika 329 × 747 cm. |
|       | 12          | Odkritje Pravega križa                                                 | Zmagovita povorka Heraklija v Jeruzalem 21. marca 628: mestna vrata se odprejo in Jeruzalemci častijo križ. To je zadnji prizor legende o križu. Lik cenjenega cesarja se je popolnoma izgubil. Vzhodnorimski dvorjani nosijo cilindrična grška pokrivala. Piero je take klobuke morda videl leta 1439 ob tako imenovanem grškem koncilu v Firencah. Stari florentinski kronisti tistega časa so pisali o eksotični eleganci. Freska je velika 390 × 747 cm. |

Na stenah oboka prezbiterija so freske, na katerih so upodobljeni angel, Kupid, sv. Ludvik, sveti Peter, sv. Avguštin in sv. Ambrož Milanski.
Poleg tega je ob vratih zakristije čudovita slika svete Marije Magdalene, prav tako Piera della Francesca.

## Slog
Umetnost Piera della Francesca je v tradiciji italijanske zgodnje renesanse, katere temelji so Fra Angelico, Masaccio, Paolo Uccello in še posebej Domenico Veneziano, v florentinski delavnici v kateri je delal mladi Piero della Francesca.
Njegove slike so strukturirane z veliko jasnostjo, zadržano gibljivostjo (tudi v bojnih prizorih) in oblikovane v mirnih, preprostih oblikah v trdnih, zaprtih obrisih. Pierova posebnost je, da na obrazih njegovih figur ni videti skoraj nobenih čustev. Izrazi obraza so skoraj vedno tihi in osredotočeni. Pogled gledalca nikoli ne sreča. André Malraux je zato Piera imenoval »izumitelj brezbrižnosti«.
Do leta 1450–60, generacija po prvih Brunelleschijevih perspektivno poslikanih ploščah in Masacciovi revolucionarni freski Sveta Trojica v Firencah, je bilo obvladovanje osrednje perspektive že del zagotovljenega obstoja umetniške obrti. V nasprotju z nekaterimi florentinskimi umetniki druge generacije Piero della Francesca ne poskuša več poglabljati vesoljskih konstrukcij, v katerih se figure umikajo, ampak se vrne k bolj ravninski slikovni strukturi, tudi če se zakoni perspektive pravilno uporabljajo. Posebnost sloga Piera della Francesca je v tej harmonični kombinaciji ravne slikovne faze, v kateri odmeva Giotto, in perspektivne prostorske predstavitve (enostavno razumljivo na primer v sceni: Srečanje kraljice iz Sabe s kraljem Salomonom.
Piero della Francesca to harmonijo doseže predvsem s svojo svetlobno in barvno obdelavo. Ta učinek podpira naravna svetloba, ki vstopa skozi okno kora. Svetloba se v celotnem ciklu fresk širi v enakomerni toploti brez ostrih kontrastov ali senc.
V Konstantinovih sanjah Piero della Francesca uspe ustvariti eno dokaj redkih nočnih upodobitev v renesansi, ki jo je že občudoval Giorgio Vasari.
Med uporabo cerkve kot vojašnice leta 1799 so bile freske na več mestih močno poškodovane. Prišlo je tudi do statičnih težav in tistih, ki so posledica potresov. Obsežna obnova, ki se je začela leta 1992, je bila končana leta 1997.